# 333230 Simkus
333230 Simkus è un asteroide della fascia principale. Scoperto nel 2009, presenta un'orbita caratterizzata da un semiasse maggiore pari a 2,744393 UA e da un'eccentricità di 0,039913, inclinata di 14,829537° rispetto all'eclittica.
Danielle Simkus è una ricercatrice e astrobiologa canadese che studia la chimica organica prebiotica di meteoriti e altri campioni extraterrestri. È collaboratrice del team scientifico della missione OSIRIS-REx della NASA.